# Sirsjön (Nysunds socken, Närke)
Sirsjön är en sjö i Degerfors kommun i Närke och ingår i Norrströms huvudavrinningsområde. Sjön är 12 meter djup, har en yta på 0,799 kvadratkilometer och befinner sig 95,1 meter över havet.

## Delavrinningsområde
Sirsjön ingår i det delavrinningsområde (655228-142570) som SMHI kallar för Nedlagd mätstation. Medelhöjden är 121 meter över havet och ytan är 66,02 kvadratkilometer. Det finns inga avrinningsområden uppströms utan avrinningsområdet är högsta punkten. Spettå som avvattnar avrinningsområdet har biflödesordning 2, vilket innebär att vattnet flödar genom totalt 2 vattendrag innan det når havet efter 276 kilometer. Avrinningsområdet består mestadels av skog (76 procent) och sankmarker (16 procent). Avrinningsområdet har 2,19 kvadratkilometer vattenytor vilket ger det en sjöprocent på 3,3 procent.